# Црвени патуљак
Црвени патуљак је тип звезде са главног низа Х-Р дијаграма, који је хладнији и мање масиван од Сунца. Масе црвених патуљака се крећу од 0,08 до 0,51 маса Сунца, док њихови радијуси варирају између 0,18 и 0,60 радијуса Сунца. Ефективне температуре (температуре површине) су између 2500 К и 4000 К. Црвени патуљци одговарају спектралним типовима К и М, при чему су најсјајнији црвени патуљци класе M0 V, док се област црвених патуљака са доње стране граничи са браон патуљцима, супстеларним објектима. Црвени патуљци су најчешћи звездани објекти у свемиру, процењују се да су око 80% звезда црвени патуљци (укључујући Проксиму Кентаури, звезду најближу Сунцу, и Барнардову звезду, најближу Сунцу после система Алфе Кентаура).

## Особине
Црвени патуљци су по грађи слични Сунцу, с тим да имају дебљу спољашњу конвективну зону у односу на своју величину. Испољавају многе феномене који се уочавају и на Сунцу: пеге, бакље, имају хромосферу и корону. Захваљујући постојању пега, измерен је период ротације неких црвених патуљака. Што је бржа ротација, звезда је активнија, а на звездама које ротирају брже од 3 – 5 km/s често се јављају бакље. Појава бакљи по правилу коинцидира са појавом Hα емисионе линије у спектру. Црвени патуљци са емисионом Hα линијом се означавају као dMe, а они са апсорпционом Hα линијом или без Hα линије уопште, као non-dMe или dM.

## Отворени проблеми
У проучавању црвених патуљака није решен проблем настанка бакљи, јер претпостављени механизам настанка Сунчевих бакљи не одговара овим звездама. Остала отворена питања су — колико X-зрачење црвених патуљака доприноси општем фону X-зрачења, какав је еволуциони однос између dMe и dM звезда, однос између црвених и браон патуљака, да ли црвени патуљци пролазе кроз циклусе актицности слично Сунчевом циклусу, као и вероватноћа формирања планета око црвених патуљака.

## Планете и услови за живот
Многи црвени патуљци имају планете, али је велико питање да ли је на њима могућ развој живота. Планете у насељивој зони су везане за звезду плимским силама, односно окренуте ка њој увек истом страном, што може да доведе до губитка атмосфере. Чак и ако би задржале атмосферу, трпеле би снажне олује.